# Psilopteryx schmidi
Psilopteryx schmidi là một loài Trichoptera trong họ Limnephilidae. Chúng phân bố ở miền Cổ bắc.